# ساموئل فینتسی
ساموئل فینتسی (انگلیسی: Samuel Finzi؛ زادهٔ ۲۰ ژانویهٔ ۱۹۶۶) بازیگر اهل کشور آلمان با اصالت بلغاری-یهودی است. وی تاکنون در بیش از صد فیلم و نمایش تئاتر ظاهر شده‌است. پدر ساموئل، ایتسخاک فینتسی نام دارد که او نیز هنرپیشه است.
از فیلم‌های او می‌توان به ماری کوری: جسارت دانش، سنکا و یک زندگی اشاره کرد.